# Can Gelat (Santa Susanna)
Can Gelat és una masia neoclàssica de Santa Susanna (Maresme) protegida com a bé cultural d'interès local.

## Descripció
Gran casal situat al peu de la serralada litoral, en una petita vall, sota el turó de Montagut. S'hi accedeix des d'una carretera que surt de la general de Girona cap a la Urbanització de Can Gelat.
Can Gelat és una casa pairal amb teulada a dues aigües amb el carener paral·lel a la façana principal. Consta de planta baixa i un pis. Les obertures són allindades amb l'ampit motllurat excepte dos balcons del primer pis que tenen arc rebaixat; totes estan decorades amb una motllura llisa que les envolta. A la llinda d'accés al recinte hi ha la inscripció: "JJ: QUET I GELAT, AÑO 1829".Possiblement fa referència a grans modificacions en la casa en aquella data.
La casa es troba encerclada per un mur de contenció que aprofita el desnivell del terreny. Construïda en pedra irregular, disposa d'una torre semicircular, la part superior de la qual és l'era de Can Gelat. Fins al camí hi ha un altre desnivell, amb un mur, més baix que es aprofitat per conrear productes de l'hort. Aquest mur sembla una construcció anterior a la resta del conjunt.

## Història
Devia ser un casal important a partir del segle xviii, quan el perill de les incursions de la costa devia començar a minvar. El treball de les fèrtils terres litorals possibilità el desenvolupament d'aquesta plaça, que deixà de ser un enclavament defensiu. Probablement va fer la mateixa evolució al llarg dels segles que Can Palomeres, al mateix terme, o Can Ratés i Can Bonet a Santa Susanna.